# Ariane Nascimento da Silva
Ariane Nascimento da Silva (nascida em 20 de setembro de 1987, na cidade de Viana, Espírito Santo) é conhecida como uma jogadora de futsal brasileira que se juntou ao Atlético de Madrid em agosto. Ao longo de sua carreira, ela conquistou o título de tri-campeã mundial e tetra-campeã pela Seleção Universitária Brasileira, demonstrando seu talento no esporte. Ariane mencionou Falcão, um jogador de futsal brasileiro renomado, como sua inspiração. Além de sua carreira esportiva, Ariane também é formada em enfermagem, tendo concluído seus estudos na Universidade Alto Vale do Rio do Peixe — Uniarp, em 2010.

## Carreira[1]
A trajetória de Ariane no futsal começou na sua infância, quando ela começou a brincar com seus irmãos e vizinhos nas ruas do distrito de Santa Mônica, em Vila Velha. No ano de 2002, surgiu sua primeira oportunidade mais formal no esporte. Ela ingressou no Univila, um time que treinava três vezes por semana e competia em torneios e campeonatos regionais. No entanto, a grande mudança em sua vida aconteceu em janeiro de 2004, quando recebeu a oportunidade de se juntar a um projeto em Caçador, em Santa Catarina, com oito colegas de equipe e seu treinador. Essa experiência representou a realização de um sonho para Ariane.
Ariane foi parte do Kindermann de 2004 a 2010, de 2011 a 2012 e de 2013 até junho de 2014. Em agosto de 2014, ela deixou o Kindermann e o Brasil para se juntar ao Atlético de Madrid, na Espanha, onde permanece até hoje.
Enquanto defendia o Kindermann em Caçador, Ariane conseguiu alcançar um de seus principais objetivos: se formar como enfermeira. Essa realização se tornou possível graças a uma parceria entre a Uniarp e o Kindermann. Apesar dos desafios de conciliar treinos diários, jogos e competições fora da cidade com seus estudos, Ariane persistiu nesse equilíbrio. Ela destacou que a relação entre o esporte e a educação era desafiadora, com treinos diários em dois períodos e aulas à noite. Além disso, as frequentes viagens frequentemente a fizeram perder semanas de aulas. Mas todo o esforço valeu a pena, por conseguir realizar seu sonho de se formar como enfermeira.

#### Clubes
- Caçador-SC (2004 a 2010 e 2013);
- Criciúma-SC (2011/12);
- Atlético de Madrid (2014).

#### Seleção Brasileira
- Universitária (2008 a 2012);
- Adulta (desde 2010).

## Principais títulos[1]
- Tetracampeã mundial de seleções (2013);
- Campeã mundial universitária (2012);
- Campeã da Taça Brasil (2013).

## Prêmios[1]
- 2006: Artilheira e melhor ala direita da Taça Brasil Sub-20
- 2012: Melhor ala direita do Mundial Universitário